# Zentralkomitee der Kommunistischen Partei Chinas
Das Zentralkomitee (ZK) der Kommunistischen Partei Chinas (KPCh) (chinesisch 中国共产党中央委员会, Pinyin Zhōngguó Gòngchǎndǎng Zhōngyāng Wěiyuánhuì) wird vom Parteitag der KPCh für fünf Jahre gewählt.
Es führt die Beschlüsse des Parteitages der KPCh durch, leitet die gesamte Parteiarbeit und vertritt die KPCh in den Auslandsbeziehungen.
Das Zentralkomitee besteht aus Mitgliedern (委员,  wěiyuán) und Kandidaten (候补委员,  hòubǔwěiyuán). Die Kandidaten sind nicht stimmberechtigt und nehmen an Plenartagungen des Zentralkomitees mit beratender Stimme teil. Dem vom XX. Parteitag im Oktober 2022 gewählten Zentralkomitee gehören 205 Mitglieder an, nur elf davon sind Frauen.
Plenartagungen des Zentralkomitees finden jährlich mindestens einmal statt und werden vom Politbüro des ZK einberufen. Zwischen den Plenartagungen üben das Politbüro und sein Ständiger Ausschuss die Funktionen und Befugnisse des ZK aus. Der Generalsekretär des ZK übernimmt den Vorsitz der KPCh.

## Zahl der Mitglieder
Die Zahl der Mitglieder des Zentralkomitees fluktuierte über die Jahre.
| Zentralkomitee | Jahr | Vollmitglieder | Vollmitglieder | Kandidaten | Kandidaten | Gesamt | Gesamt     | Ref.                 |
| Zentralkomitee | Jahr | Zahl           | neu            | Zahl       | neu        | Zahl   | neu        | Ref.                 |
| -------------- | ---- | -------------- | -------------- | ---------- | ---------- | ------ | ---------- | -------------------- |
| 8.             | 1956 | 097            | 032 (33 %)     | 073        | 070 (95 %) | 170    | 102 (60 %) | [ 5 ]                |
| 9.             | 1969 | 170            | 122 (71 %)     | 109        | 140 (95 %) | 279    | 226 (81 %) | [ 5 ]                |
| 10.            | 1973 | 195            | 055 (28 %)     | 124        | 058 (46 %) | 319    | 113 (35 %) | [ 5 ]                |
| 11.            | 1977 | 201            | 071 (35 %)     | 132        | 075 (56 %) | 333    | 146 (43 %) | [ 5 ]                |
| 12.            | 1982 | 210            | 096 (45 %)     | 138        | 114 (82 %) | 348    | 210 (60 %) | [ 5 ]                |
| 13.            | 1987 | 175            | 114 (65 %)     | 110        | 079 (72 %) | 285    | 193 (68 %) | [ 5 ]                |
| 14.            | 1992 | 189            | 084 (44 %)     | 130        | 097 (75 %) | 319    | 181 (57 %) | [ 6 ]                |
| 15.            | 1997 | 193            | 109 (57 %)     | 151        | 106 (70 %) | 344    | 215 (63 %) | [ 7 ]                |
| 16.            | 2002 | 198            | 107 (54 %)     | 158        | 113 (72 %) | 356    | 220 (61 %) | [ 8 ] [ 9 ]          |
| 17.            | 2007 | 204            | ( %)           | 167        | ( %)       | 371    | ( %)       | [ 10 ]               |
| 18.            | 2012 | 205            | ( %)           | 171        | ( %)       | 376    | ( %)       | [ 11 ] [ 12 ] [ 13 ] |
| 19.            | 2017 | 204            | ( %)           | 172        | ( %)       | 376    | ( %)       | [ 14 ] [ 15 ] [ 16 ] |
| 20.            | 2022 | 205            | ( %)           | 171        | ( %)       | 376    | ( %)       | [ 17 ]               |

## Dokumente
- Rundschreiben des Zentralkomitees der Kommunistischen Partei Chinas (16. Mai 1966) Verlag für fremdsprachige Literatur (Peking) 1967.
- Beschluss des Zentralkomitees der Kommunistischen Partei Chinas über die große proletarische Kulturrevolution. Verlag für fremdsprachige Literatur, Peking 1966.
- Kommuniqué der erweiterten 12. Plenartagung des VIII. Zentralkomitees der Kommunistischen Partei Chinas. Verlag für fremdsprachige Literatur, Peking 1968.
- Kommuniqué der 2. Plenartagung des IX. Zentralkomitees der Kommunistischen Partei Chinas. Verlag für fremdsprachige Literatur, Peking 1970.